# Unchehara
Unchehara é uma cidade e uma nagar panchayat no distrito de Satna, no estado indiano de Madhya Pradesh.

## Demografia
Segundo o censo de 2001, Unchehara tinha uma população de 16,662 habitantes. Os indivíduos do sexo masculino constituem 52% da população e os do sexo feminino 48%. Unchehara tem uma taxa de literacia de 65%, superior à média nacional de 59.5%: a literacia no sexo masculino é de 74% e no sexo feminino é de 54%. Em Unchehara, 16% da população está abaixo dos 6 anos de idade.